# Квітірі
Квітірі (груз. ქვიტირი) — село в Грузії.
За даними перепису населення 2014 року в селі проживає 2314 осіб.